# Natan Peled

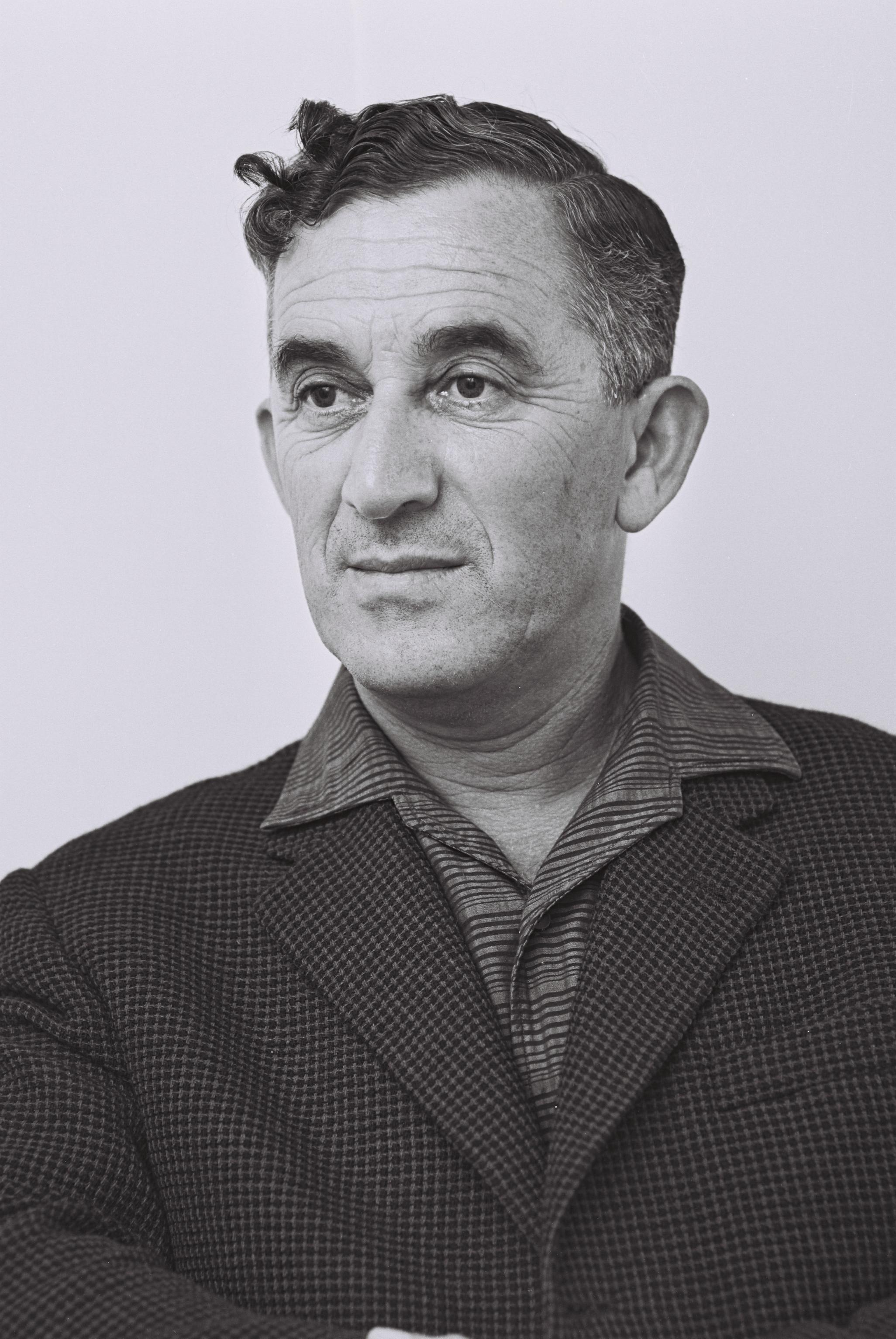
Nathan Peled, 1963

Natan Peled (hebräisch נתן פלד‎, * 3. Juni 1913 in Odessa, Russisches Kaiserreich; † 8. Januar 1992 in Israel) war ein israelischer Politiker.

## Werdegang
Als er acht Jahre alt war, zog seine Familie nach Bessarabien, das seit 1919 zu Rumänien gehörte. Dort lernte er an der hebräischen Schule in Chișinău. Er nahm an der Hashomer-Hatzair-Bewegung teil und war deren Sekretär. Zudem war er Sekretär des Zentralkomitees der Hechaluz-Bewegung.
1933 zog er nach Palästina. Von 1960 bis 1963 war er israelischer Botschafter in Österreich und von 1970 bis 1974 Minister für die Aufnahme von Einwanderern.